# Booknet
A Booknet foi uma livraria virtual brasileira pioneira inaugurada no final de 1995 pelo escritor e economista carioca Jack London. A Booknet prometia entregar o pedido em até 72 horas, dependendo do local, e aceitava como opção o pagamento na contra-entrega. Em 1997 a Booknet iniciou sua operação em pontos de venda físicos, com a inauguração de dois quiosques com computadores para a realização de pedidos nas cidades de Juiz de Fora e Mossoró.
Ainda em 1997 a Booknet negociava a entrada da Ediouro como sócia. O negócio não foi concretizado após a desistência da Ediouro, que saiu do segmento de livrarias e encerrou as atividades das Livrarias Curió. As sete lojas das Livrarias Curió em shopping centers do Rio de Janeiro foram vendidas para a Booknet e reinauguradas sob sua marca no final do mesmo ano.
No ano seguinte a Booknet foi comprada pela GP Investments, após uma negociação realizada em 48 horas. O valor da operação não foi revelado e marcou a saída completa de Jack London da administração da Booknet. Seus ativos, sua marca e seu domínio na Internet foram mantidos até o final de 1999, quando sua marca foi substituída pela Submarino.com.